# Gymnophora adumbrata
Gymnophora adumbrata är en tvåvingeart som beskrevs av Borgmeier 1960. Gymnophora adumbrata ingår i släktet Gymnophora och familjen puckelflugor. Inga underarter finns listade i Catalogue of Life.